# Marathonschaatsen

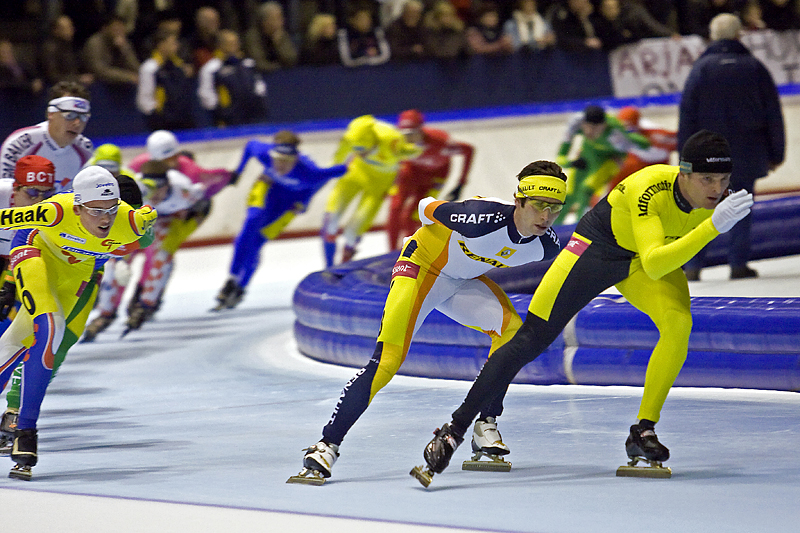
Marathonschaatsers binnen

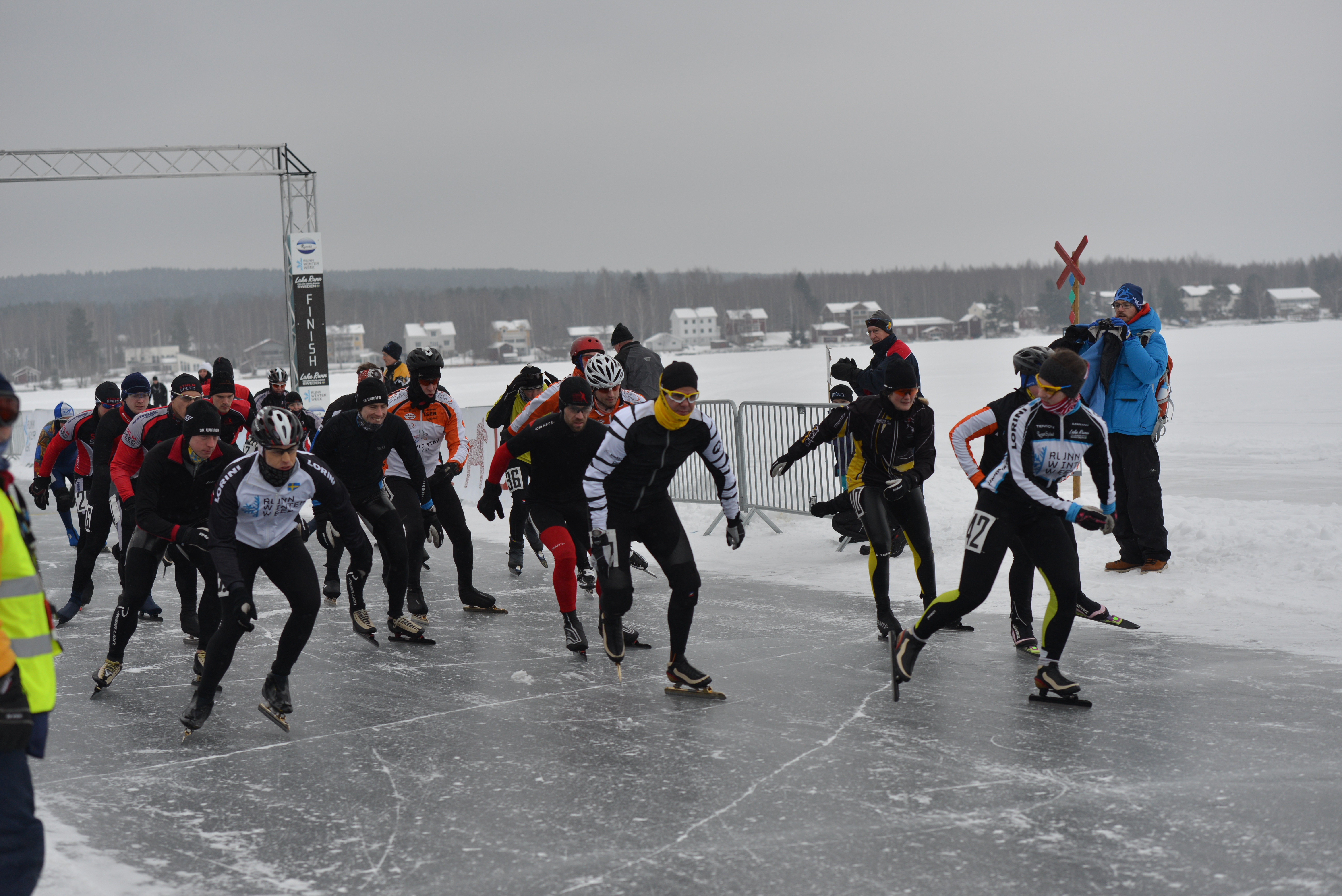
Marathonschaatsers buiten

Marathonschaatsen is een discipline van het hardrijden op de schaats. Het betreft alle schaatswedstrijden waaraan wordt deelgenomen door minimaal 5 deelnemers die allen tegelijk starten op een ijsbaan van minimaal 333,33 meter of een traject over:
- minimaal een afstand van 6,4 kilometer en maximaal 200 kilometer voor rijders die voor 1 juli voorafgaande aan het schaatsseizoen de 17-jarige leeftijd hebben bereikt, aangevuld met rijders met dispensatie.
- minimaal een afstand van 4 kilometer en maximaal 20 km voor rijders die voor 1 juli voorafgaande aan het schaatsseizoen wel de 13-jarige leeftijd, maar nog niet de 17-jarige leeftijd hebben bereikt.
- minimaal een afstand van 2 kilometer en maximaal 10 km voor rijders die voor 1 juli voorafgaande aan het schaatsseizoen de 13-jarige leeftijd nog niet hebben bereikt.

Lange-afstandschaatsen heeft een lange historie. In de 17e eeuw werden er al verschillende tochten gereden. Er werden geen wedstrijden georganiseerd, maar er ontstonden wel verschillende schaatsroutes, waarvan de Elfstedentocht de bekendste is. Aan het eind van de 19e eeuw werden verschillende ijsbonden opgericht, waardoor de tochten beter georganiseerd werden. In de jaren vijftig begonnen ook de rondewedstrijden, wat inhield dat er meerdere ronden over dezelfde baan werden geschaatst.
In de jaren zeventig werd het marathonschaatsen een serieuze sport. Veel fans van de Elfstedentocht hadden er genoeg van om op goed ijs te wachten en gingen alternatieven zoeken. In 1973 begon de KNSB een commissie die het marathonschaatsen meer lijn moest geven. Het gevolg was een nationale competitie, die tot nu toe behouden is gebleven. Dat werd de KNSB Cup, die later ook onder andere namen bekendstond. Tegenwoordig heet hij weer gewoon KNSB Cup. Ook doen er vaak een aantal buitenlanders mee aan de Nederlandse marathonschaatswedstrijden. Er worden ook een aantal Grand Prix wedstrijden georganiseerd op natuurijs in Oostenrijk en Zweden. Tijdens een vorstperiode worden ook in Nederland marathons op natuurijs gereden. Dit gebeurt meestal op natuurijsbanen van ijsverenigingen. De website schaatspeloton.nl houdt een wereldranglijst bij, zodat men kan zien wie op dat moment de beste marathonschaatser ter wereld is.
De marathonschaatsers Erik Jan Kooiman en Carien Kleibeuker zijn houders van het werelduurrecord van respectievelijk de Heren (43.735,94 meter) en Dames (40.569,68 meter).
In de winter van 2020/2021 was er geen marathonschaatsen vanwege de coronapandemie die in 2020 uitbrak. Hierdoor lag Nederland het grootste deel van dit seizoen stil. Als gevolg hiervan moest het hele seizoen 2020/2021 worden overgeslagen. Ook de marathons op natuurijs gingen ondanks een koudegolf in februari niet door. Marathonwedstrijden konden zowel op kunstijs als op natuurijs niet coronaproof worden georganiseerd. Er zouden dan te veel mensen dicht op elkaar op het ijs staan.

## Bekende marathonschaatsers
- Henk Angenent
- Crispijn Ariëns
- Albert Bakker
- Evert van Benthem (Canada/Nederland)
- Daniëlle Bekkering
- Jeen van den Berg
- Jouke Hoogeveen
- Ingmar Berga
- Jorrit Bergsma
- KC Boutiette (VS)
- Pascal Briand (Frankrijk)
- Hilbert van der Duim
- Janneke Ensing
- Fabio Francolini (Italië)
- Co Giling
- Petra Grimbergen
- Christijn Groeneveld
- Jan Maarten Heideman
- Gary Hekman
- Casper Helling
- Lars Hoogenboom

- Evert Hoolwerf
- Emiel Hopman
- Mariska Huisman
- Sjoerd Huisman
- Erik Hulzebosch
- Jenita Hulzebosch-Smit
- Richard van Kempen
- Atje Keulen-Deelstra
- Piet Kleine
- Jan Kooiman
- Yep Kramer
- Jan Eise Kromkamp
- Jan Roelof Kruithof
- Jolanda Langeland
- Francesca Lollobrigida (Italië)
- Tristan Loy (Frankrijk)
- Fausto Marreiros
- Cédric Michaud (Frankrijk)
- Jos Niesten
- Reinier Paping

- Hans Pieterse
- Rien de Roon
- Henri Ruitenberg
- René Ruitenberg
- Irene Schouten
- Simon Schouten
- Arjan Smit
- Gretha Smit
- Yvonne Spigt
- Mats Stoltenborg
- Arjan Stroetinga
- Bart Swings (België)
- Jan Uitham
- Bert Jan van der Veen
- Bart Veldkamp (België/Nederland)
- Bert Verduin
- Bob de Vries
- Elma de Vries
- Dries van Wijhe
- Chris Witty (VS)